# Drolerie

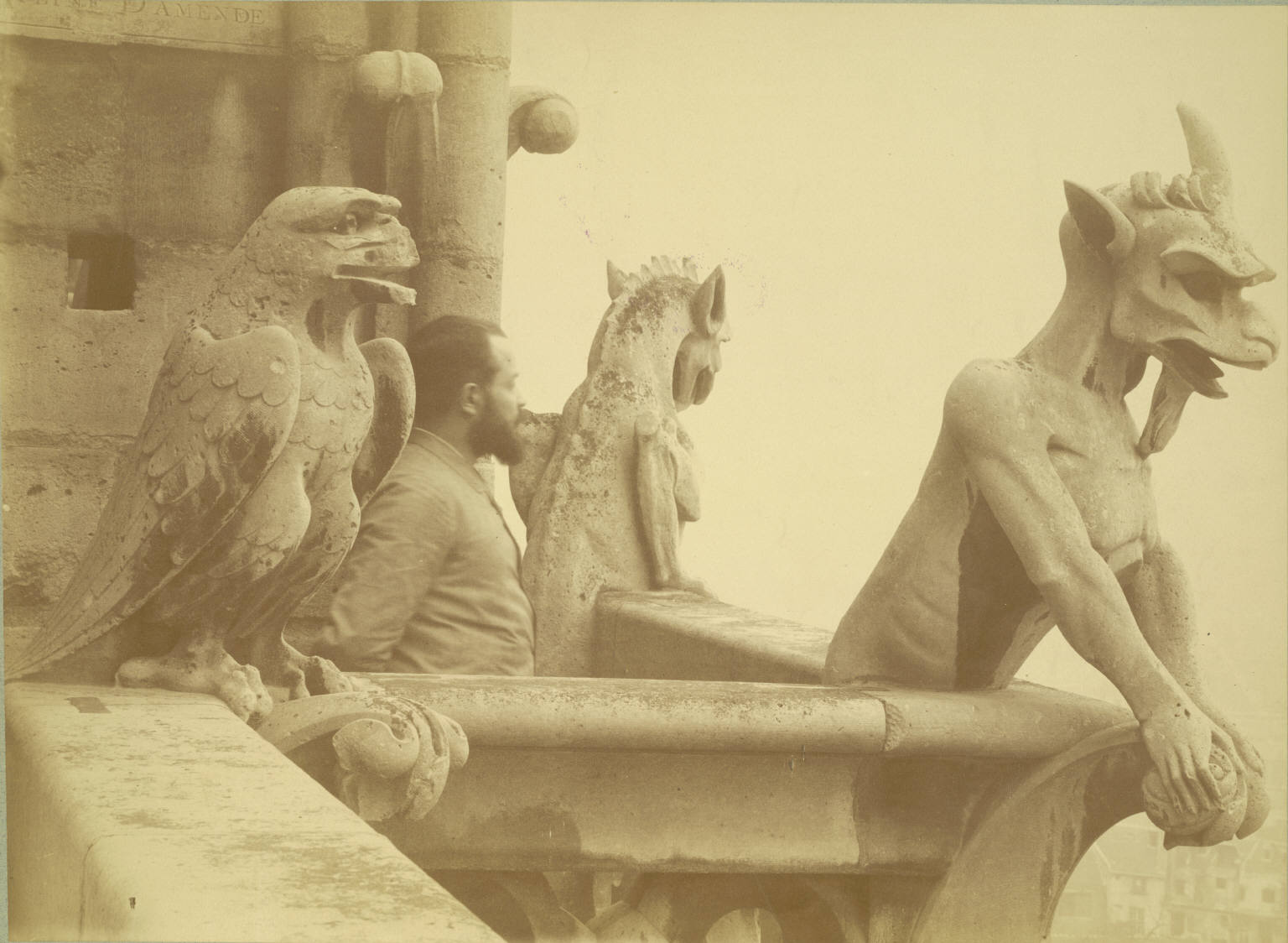
Drolerien an der Kathedrale Notre-Dame de Paris

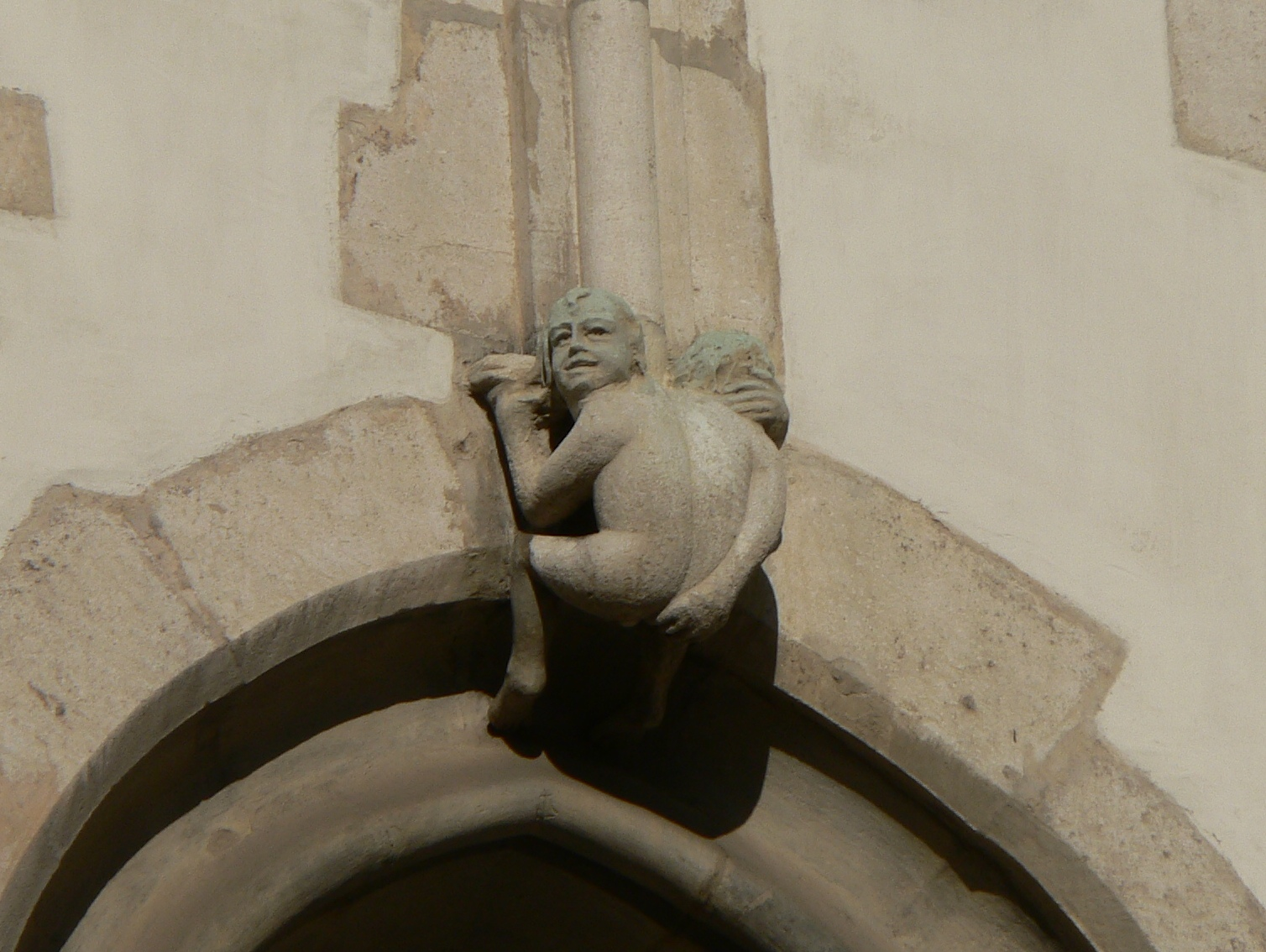
Drolerie am Turm der St.-Jakobs-Kirche in Brünn

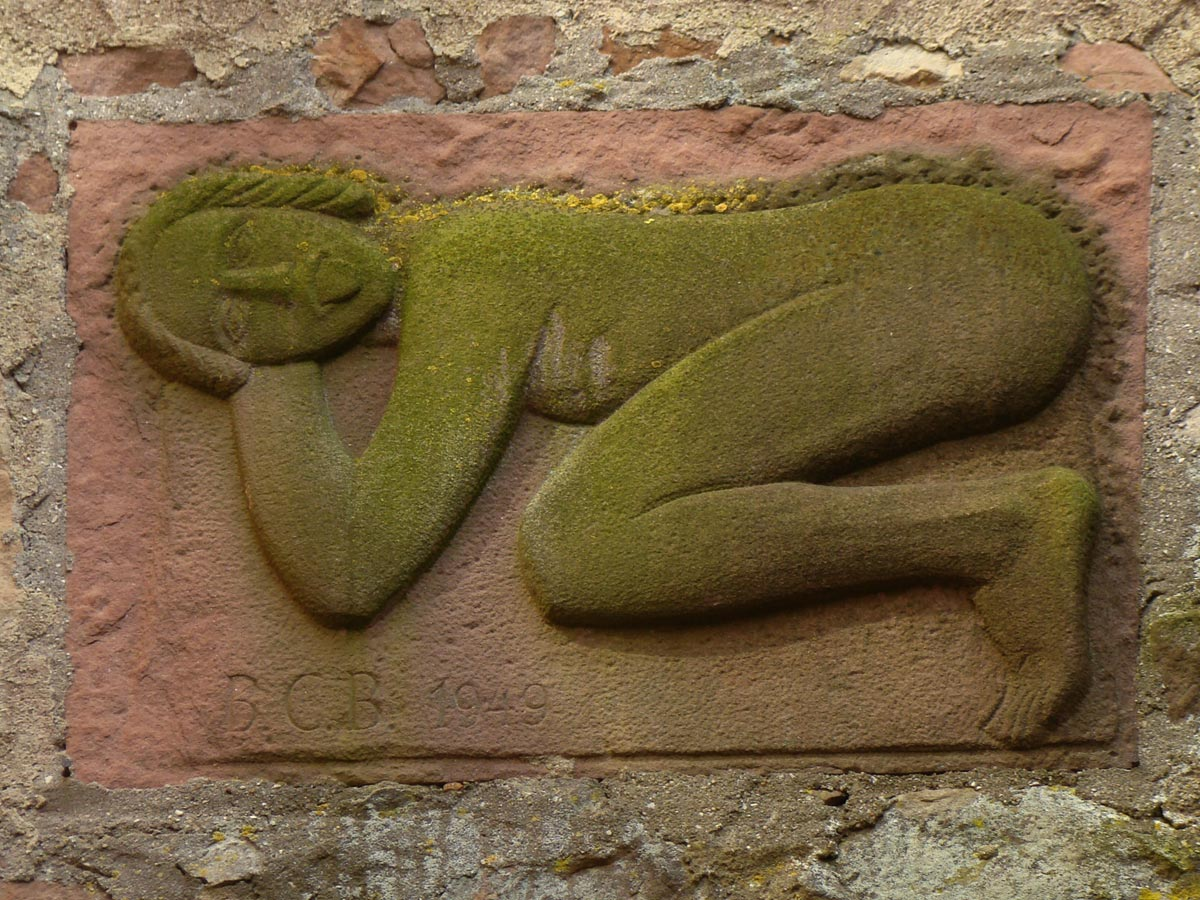
Zungezeigender Blecker am Stadtturm in Buchen (Odenwald)

Eine Drolerie (französisch drôle „drollig, komisch, lustig“) in der mittelalterlichen Kunst ist eine derb-lustige, grotesk überzeichnete Darstellung von Menschen, Fabelwesen und Tieren.

## Bildende Kunst
Drolerien finden sich sowohl in der Buchmalerei als auch in der plastischen Kunst. Auf dem Papier waren Drolerien eine Art mittelalterlicher Karikaturen. Die heute bekanntesten Drolerien finden sich an gotischen Kirchen, wo sie öfter als Wasserspeier am Rand des Daches fungieren oder in den Miserikordien von Chorgestühlen ihr Unwesen treiben. Als Halbplastik ausgeführte Drolerien werden auch als Maskaron (Fratzenkopf) bezeichnet.
Als deutsche Bezeichnung für solche Figuren gibt es Blecker  (das sind solche, die etwas entblößen, vor allem ihr Hinterteil) und Zanner (das sind solche, die ihre Zähne blecken oder Grimassen schneiden).